# Formule 3000 v roce 1993
Formule 3000 v roce 1993 byla devátým ročníkem disciplíny Formule 3000. Uskutečnilo se 9 Velkých cen této formule a mistrem světa se stal francouzský jezdec Olivier Panis s vozem Reynard 93D.

## Pravidla
Boduje prvních 6 jezdců podle klíče:
- První - 9 bodů
- Druhý - 6 bodů
- Třetí - 4 body
- Čtvrtý - 3 body
- Pátý - 2 body
- Šestý - 1 bod

## Velké ceny
| Datum        | Závod                         | Vítěz           | Vůz         | Výsledky |
| ------------ | ----------------------------- | --------------- | ----------- | -------- |
| 3. květen    | Donington                     | OlivierBeretta  | Reynard 93D | Výsledky |
| 9. květen    | BRDC International Trophy     | Gil De Ferran   | Reynard 93D | Výsledky |
| 31. květen   | Grand Prix Pau                | Pedro Lamy      | Reynard 93D | Výsledky |
| 12. červenec | Gran Premio dell Mediterraneo | David Coulthard | Reynard 93D | Výsledky |
| 24. červenec | Hockenheim                    | Olivier Panis   | Reynard 93D | Výsledky |
| 22. srpen    | Nürburgring                   | Olivier Panis   | Reynard 93D | Výsledky |
| 28. srpen    | Spa                           | Olivier Panis   | Reynard 93D | Výsledky |
| 3. říjen     | Magny Cours                   | Franck Lagorce  | Reynard 93D | Výsledky |
| 10. říjen    | Nogaro                        | Franck Lagorce  | Reynard 93D | Výsledky |